# 莉亞·湯遜
莉雅·凱絲琳·湯普森（1961年5月31日—），是名美國演員、電視導演及電視監製。她的代表作包含《回到未來系列》與1990年代NBC情景喜劇《Caroline in the City》。電影代表作還有《步步登天》、《豪門新人類》、《霍華鴨》、《大白鯊3：一柱擎天》、《天狐入侵》、《他們的故事》。2011年起，她開始參與演出ABC家庭系列《錯位青春》。

## 私生活
湯遜在1989年嫁給導演霍華德·德芝。他們是在電影《他們的故事》中認識的。
湯遜跟道區育有兩女，梅德林（Madelyn）與柔伊（Zoey），柔伊在2008年時曾登台演出音樂劇《Bye Bye Birdie》。兩個女兒都是演員。湯遜表示，撫養兩個女兒長大成人，讓她的從影生涯有了更大的突破，讓她在全市電視電影系列《Jane Doe》的足球妈妈Cathy Davis中有更好的詮釋。
湯遜有四個兄弟姊妹，安德魯（Andrew，專業芭蕾舞者）與貝瑞（Barry）、柯琳·古瑞契（Colleen Goodrich）與夏儂·卡托納（Shannon Katona）。

## 腳註
1. ↑  According to the Minnesota Birth Index, 1935–2002, at http://www.ancestry.com/ （页面存档备份，存于）

## 外部連結
- 莉亞·湯遜在互联网电影资料库（IMDb）上的資料（英文）
- 在AllMovie上莉亞·湯遜的頁面（英文）
- 互聯網百老匯資料庫（IBDB）上莉亞·湯遜的資料（英文）
- 莉亞·湯遜在时光网上的簡介（简体中文）
- 2009 interview with Bullz-Eye.com （页面存档备份，存于）